# Ewakuacja więzienia w Pińsku
Ewakuacja więzienia w Pińsku – likwidacja więzienia w Pińsku połączona z masowym mordowaniem więźniów, przeprowadzona przez sowieckie organy bezpieczeństwa na przełomie czerwca i lipca 1941 roku. Z rąk funkcjonariuszy NKWD poniosło wówczas śmierć od kilkudziesięciu do kilkuset więźniów. Była to jedna z wielu tzw. masakr więziennych, dokonanych przez NKWD po rozpoczęciu niemieckiej inwazji na ZSRR.

## Geneza
Pińsk, przed wojną miasto powiatowe w województwie poleskim, od września 1939 roku znajdował się pod sowiecką okupacją. Osoby aresztowane przez NKWD były osadzane w celach przedwojennego polskiego więzienia. Było ono jednym z trzech sowieckich więzień funkcjonujących na terenie obwodu pińskiego; w oficjalnych dokumentach określano je mianem „więzienia nr 29”.
22 czerwca 1941 roku nazistowskie Niemcy dokonały inwazji na Związek Radziecki. Pierwsze tygodnie wojny miały bardzo pomyślny przebieg dla strony niemieckiej. Dywizjom Wehrmachtu udało się bowiem rozbić wojska nadgranicznych okręgów wojskowych ZSRR, a następnie wedrzeć się w głąb sowieckiego terytorium. Wobec szybkich postępów niemieckiej ofensywy NKWD przystąpiło do likwidacji więźniów politycznych przetrzymywanych w strefie działań wojennych. Latem 1941 roku w więzieniach i aresztach na Kresach Wschodnich zamordowano od 20 tys. do 30 tys. osób.

## Przebieg ewakuacji
Z wykazów odnalezionych w sowieckich archiwach wynika, że stan osadzonych w pińskim więzieniu na dzień 10 czerwca 1941 roku wynosił 511 osób. Inny dokument NKWD z czerwca 1941 roku, dotyczący planowanej ewakuacji więzienia, podaje natomiast, że do więzień obwodu stalingradzkiego zamierzano wywieźć 486 więźniów.
Po rozpoczęciu niemieckiej inwazji większość więźniów ewakuowano koleją w głąb ZSRR. Wykaz odjazdów i ruchu transportów z więzień NKWD Białoruskiej SRR informuje, że 23 czerwca 1941 roku wyruszył z Pińska transport z 1132 więźniami. Trzy dni później do miasta Jelec w środkowej Rosji dotarło już tylko 1070 więźniów. W „pińskim” transporcie znalazło się 545 pensjonariuszy więzienia w Pińsku; pozostałe osoby przebywały wcześniej w innych więzieniach. Wspomniany Wykaz… podaje, że 23 więźniów zmarło po przybyciu do Jelca, 77 osób zwolniono, a pozostałych 991 więźniów skierowano do Kirowa.
Część pensjonariuszy pińskiego więzienia NKWD postanowiło zlikwidować na miejscu. Sowieckie dokumenty milczą na temat przebiegu tych egzekucji oraz liczby zamordowanych. Z relacji polskich świadków wynika natomiast, że ofiary zabijano na terenie więzienia, w budynku milicji oraz w koszarach 84 Pułku Strzelców Poleskich przy ul. Albrechtowskiej, gdzie po rozpoczęciu okupacji ulokowano siedzibę miejscowej placówki NKWD.
Po zajęciu Pińska przez wojska niemieckie w piwnicach więzienia odnaleziono zamurowane pomieszczenie wypełnione zwłokami. Ze względów sanitarnych Niemcy zabronili jednak ekshumacji i polecili ponownie zamurować piwnicę. Być może nie było to jedyne miejsce pochówku ofiar masakry więziennej.
Według relacji mieszkańća Pińska, Nikołaja Paluchowicza, podwórze byłego teatru Korzeniowskiego, w którym Sowieci przetrzymywali swoich więźniów, było wypełnione zmasakrowanymi ciałami pomordowanych ludzi, a ściany budynku oraz piwnic ociekały krwią ofiar. Na początku lat osiemdziesiątych XX w., podczas prac budowlanych przy restauracji pińskiego kolegium jezuickiego, w którym NKWD również przetrzymywało więźniów, robotnicy przypadkowo odkryli podziemia wypełnione ludzkimi szkieletami. Z rozkazu władz piwnice te wówczas natychmiast zamurowano. Niektórzy świadkowie twierdzili ponadto, że do lasów między wsiami Horodyszcze i Wólka Horodyszczańska wywożono zwłoki zamordowanych więźniów, względnie żywych skazańców, których tam rozstrzeliwano, po czym grzebano w zbiorowej mogile.
Z kolei według innych relacji więźniowie zostali podzieleni na trzy grupy, z których jedna wyruszyła na południe od miasta. Grupa ta zaginęła w dniach 22–23 czerwca 1941 roku w okolicach wsi Pleszczyce. Nieznany los spotkał także drugą kolumnę, ewakuowaną w kierunku Łohiszyna. Trzecią grupę stanowić mieli więźniowie, których wywieziono na śmierć do lasu w pobliżu Wólki Horodyszczańskiej.
Polscy badacze, opierając się na relacjach świadków, szacują, że po wybuchu wojny niemiecko-sowieckiej rozstrzelano w Pińsku co najmniej kilkudziesięciu pensjonariuszy miejscowego więzienia. Liczba ofiar mogła jednak sięgnąć nawet kilkuset osób.